# Spišské Vlachy
Spišské Vlachy é uma cidade da Eslováquia, situada no distrito de Spišská Nová Ves, na região de Košice. Tem 42,21 km² de área e sua população em 2018 foi estimada em 3.459 habitantes.

## Demografia
| Ano:        | 1994 | 2004   | 2014   | 2024   |
| ----------- | ---- | ------ | ------ | ------ |
| Broj ljudi: | 3434 | 3550   | 3577   | 3295   |
| Razlika:    |      | +3,37% | +0,76% | -7,88% |

| Ano:               | 2023 | 2024   |
| ------------------ | ---- | ------ |
| Número de pessoas: | 3300 | 3295   |
| Diferença:         |      | -0,15% |